# تدوفلد
تدوفلد (به آلمانی: Tidofeld) یک منطقهٔ مسکونی در آلمان است که در نوردن (فریزیای شرقی) واقع شده‌است. تدوفلد ۰٫۴۶۸ کیلومتر مربع مساحت دارد.